# Беккарьер
Беккарьер (каз. Беккарьер) — упразднённое село в Бородулихинском районе Восточно-Казахстанской области Казахстана. Упразднено в 2019 г. Входило в состав Бель-Агачского сельского округа. Код КАТО — 633835300.

## Население
В 1999 году население села составляло 206 человек (103 мужчины и 103 женщины). По данным переписи 2009 года, в селе проживало 88 человек (40 мужчин и 48 женщин).